# سيدريك ريتشموند
سيدريك ريتشموند (بالإنجليزية: Cedric Richmond)‏ هو محامي وسياسي أمريكي، ولد في 13 سبتمبر 1973 في نيو أورلينز في الولايات المتحدة. نشط حزبياً في الحزب الديمقراطي.

## مناصب
- في انتخابات مجلس النواب الأمريكي 2010 [الإنجليزية]‏، انتخب عضو مجلس النواب الأمريكي عن دائرة Louisiana's 2nd congressional district [الإنجليزية]‏ وقد انضم خلال فترته النيابية [الإنجليزية]‏ (5 يناير 2011 – 3 يناير 2013) للكتلة البرلمانية الحزب الديمقراطي.
- في انتخابات مجلس النواب الأمريكي 2012، انتخب عضو مجلس النواب الأمريكي عن دائرة Louisiana's 2nd congressional district [الإنجليزية]‏ وقد انضم خلال فترته النيابية (3 يناير 2013 – 3 يناير 2015) للكتلة البرلمانية الحزب الديمقراطي.
- في انتخابات مجلس النواب الأمريكي 2014 [الإنجليزية]‏، انتخب عضو مجلس النواب الأمريكي عن دائرة Louisiana's 2nd congressional district [الإنجليزية]‏ وقد انضم خلال فترته النيابية [الإنجليزية]‏ (6 يناير 2015 – 3 يناير 2017) للكتلة البرلمانية الحزب الديمقراطي.
- في انتخابات مجلس النواب الأمريكي 2016، انتخب عضو مجلس النواب الأمريكي عن دائرة Louisiana's 2nd congressional district [الإنجليزية]‏ وقد انضم خلال فترته النيابية [الإنجليزية]‏ (3 يناير 2017 – 3 يناير 2019) للكتلة البرلمانية الحزب الديمقراطي.
- انتخب عضو مجلس نواب لويزيانا (1999 – 2011).
- انتخب عضو مجلس النواب الأمريكي (3 يناير 2011 – ).

## وصلات خارجية
- الموقع الرسمي
- سيدريك ريتشموند على موقع إن إن دي بي (الإنجليزية)